# Toxicoscordion venenosum
Toxicoscordion venenosum là một loài thực vật có hoa trong họ Melanthiaceae. Loài này được (S.Watson) Rydb. miêu tả khoa học đầu tiên năm 1903.